# Россия в концлагере
«Россия в концлагере» — собрание автобиографических очерков Ивана Лукьяновича Солоневича, посвящённых его жизни в СССР, аресту, нахождению в концлагере и побегу из него через советско-финляндскую границу. Первая публикация начата в парижской газете «Последние новости» в 1935 году; принесла Солоневичу мировую известность и финансовую независимость.

## История создания
Мысль об изложении на бумаге своей лагерной истории пришла к Солоневичу, когда он находился в карантине финской политической полиции в Йоэнсуу. О своём решении издать небольшую брошюру он писал своей жене Тамаре:

…это карантинное время я использую для работы над брошюрой о концлагерях в СССР. Думаю издать её в Гельсингфорсе и думаю, что она будет интересна: свежий материал на свежую тему. Спишись с Ренниковым… и поговори в Берлине насчёт издания, условий, гонорара, переводов и т. д., размер 2−3 печ. листа.

Однако впоследствии он переосмыслил концепцию своих очерков, сочтя, что неправильным будет описывать только лагерные страдания, пытки, голод, как это делали авторы уже изданных воспоминаний о лагерях, таких, как «Записки „вредителя“» и «Жена „вредителя“» В. В. и Т. В. Чернавиных, а также других произведений, с которыми Солоневичу удалось ознакомиться в Гельсингфорсе. Потом, вспоминая, он писал:

Предшествовавшая литература об СССР меня как-то не устраивала. Почти всё, что было написано с, так сказать, контрреволюционной стороны, было фактически правильно. Фактически правильными были разоблачения о страшном режиме Соловков, о пытках и казнях, о терроре, о голоде. Всё это было верно, но всё это было не всё: под страшным давлением террористического аппарата советов шла какая-то иная жизнь. Если был террор, то были и поводы для террора: никакое ведь правительство не станет организовывать террор исходя из чисто садистских соображений. Если было «действие» террористического аппарата, то ведь было и какое-то «противодействие» ему, иначе террор, исчерпав и истребив своих «классовых врагов», погас бы просто за отсутствием горючего материала, упёрся бы в тупик. Но годы шли, и террор всё усиливался и усиливался — процесс, который продолжается и до сих пор. Но если усиливается террор, то это может означать только одно: усиливаются факторы, вынуждающие власть к террору.
— «Контуры будущего», 1950 г.
Солоневич утверждал, что в СССР жизнь в концлагере и на воле практически не различаются, и описывал лагерную структуру как модель советской жизни в целом, что заметно увеличило объём произведения. Работая в Гельсингфорсе портовым грузчиком, он в свободное от работы время писал и переписывал рукопись, обсуждая детали с братом Борисом, вместе с которым они отбывали заключение в Белбалтлаге, и бежали в один день. В попытках опубликовать рукопись Солоневич писал в «Возрождение», Ренникову, Алексееву, Гукасову, однако безуспешно. Последней надеждой осталась возможность публикации в парижской газете «Последние новости» П. Н. Милюкова. С 20 января 1935 года в № 5050 газеты «Последние новости» начала печататься серия из 118 очерков под общим названием «Россия в концлагере». Очерки сразу завоевали массу читателей, Б. Солоневич вспоминал о том, что сам Милюков признавался ему, что по средам и субботам, когда печаталась «Россия в концлагере», тираж газеты поднимался на семь−восемь тысяч экземпляров. «Россию в концлагере» читали как простые эмигранты, так и известные литераторы, аристократы и члены Дома Романовых.

## Издания
В первое время Солоневичи не могли добиться издания книги ни в одном издательстве Финляндии, Америки, Германии или Франции, но в марте 1936 года книга была напечатана русским издательством «Знамя России» в Праге на чешском языке. В этом же году вышли второе и третье издание на чешском языке. Популярность «России в концлагере» росла в эмигрантской среде, в прессе печатались многочисленные положительные отзывы, правые газеты и журналы публиковали перепечатки из книги. Также в 25 августа 1936 года первый том «России в концлагере» был подготовлен и издан Национально-трудовым союзом нового поколения тиражом в 1000 экземпляров. В октябре вышел второй том, 24 ноября вышел первый том во втором издании. 5 января 1937 года вышли оба тома во втором издании. Затем книга была издана в Голландии и в Германии. 
В Германии книга (изданная в 1937 году Эссенским издательством в двух томах как «Die Verlorenen. Eine chronik namenlossen leidens» (с нем. — «Потерянные. Хроники неизвестных страданий»)) обрела большую популярность, как среди простых немцев, так и среди немецкой интеллектуальной элиты и нацистских вождей. Рекламу книге дал рейхсминистр пропаганды Й. Геббельс, получивший книгу от директора Эссенского издательства. В своём дневнике он писал: «Читаю ужасающую книгу о России. „Потерянные“ Солоневича. Фюрер тоже заинтересовался ею. Следующий день в жизни партии будет опять посвящён борьбе с большевизмом», «Запоем читаю вторую часть „Потерянных“ Солоневича. Просто ад на земле творится в России. Стереть его с лица земли. Долой!». Книгу в публичных выступлениях рекомендовали читать Геббельс и Геринг, положительные рецензии были напечатаны почти в двухстах газетах.
В 1938 году «Россия в концлагере» была третий раз издана на русском языке, а также на английском, французском и польском языках, также готовились переводы на японском, испанском, словацком, сербском и венгерском языках (сведений об издании книг на этих языках нет). Впоследствии книга издавалась на итальянском, датском, исландском языках. Во время Великой Отечественной войны книга активно использовалась немецкой пропагандой, и распространялась на оккупированных территориях без ведома Солоневича, находившегося в ссылке под надзором гестапо.
Первое переиздание после войны последовало в 1958 году. Издательством основанной Солоневичем газеты «Наша страна» в Аргентине планировалось издание полного собрания сочинений Солоневича, что так и не было осуществлено, и в шести выпусках, с 1958 по 1961 год печаталась «Россия в концлагере». Также в 1958 году отдельным томом книга была издана в США издательством П. Ваулина. В 1980-х годах книга издавалась в Германии и Польше.
В России «Россия в концлагере» впервые была опубликована журналом «Кубань» в 1991 году с первого по восьмой номер (в сокращённой версии). В отдельном издании книга была напечатана М. Б. Смолиным и редакцией журнала «Москва» в 1999 году, тиражом 2000 экземпляров, а в 2000 году вышло ещё 2000 экземпляров. С тех пор в Российской Федерации и других странах было издано ещё несколько тиражей книги.